# Pedro Carrillo Ballester
Pedro Carrillo Ballester conocido como Pedro Carrillo (Zaragoza, España, 17 de agosto de 1973) es un entrenador español de baloncesto que actualmente es entrenador de Pioneros de Delicias de la Liga de Básquetbol Estatal de Chihuahua.

## Trayectoria
El técnico llegó al CAI en la temporada 2006-07 para entrenar en la escuela de la Fundación del club. Después formó tándem con Carlos Pardo en el equipo cadete y, posteriormente, con Carlos Iglesias. En la temporada 2010-2011 se incorporó al primer equipo como tercer entrenador del equipo de la Liga Endesa, además de continuar con su labor de formación en nuestras categorías base. Pedro formó parte del cuerpo técnico de José Luis Abós como encargado del scouting y entrenador ayudante durante cuatro temporadas en Liga ACB.
En la campaña 2013-2014, además, se incorporó como técnico ayudante de la selección española U15.
En 2015, se comprometió a dirigir al Club Baloncesto El Olivar de Liga LEB Plata, pero tras causar baja en el filial maño, tras nueve temporadas en la estructura del club, Pedro se marcha a México para ser segundo entrenador de Paco Olmos al frente de Jefes Fuerza Lagunera de la LNBPM.
En la temporada 2016-17, se marcha con Paco Olmos para dirigir la escuadra de Fuerza Regia de Monterrey, donde obtuvo el campeonato de la LNBPM.
En 2017, Carrillo formó parte del personal técnico de Aguacateros de Michoacán.
En septiembre de 2018 firma como entrenador de los Ángeles de Puebla, lo que sería su primera experiencia como entrenador jefe.
En 2019 se une al personal técnico de Ramón Díaz en Capitanes de la Ciudad de México.

## Clubs
- 2010-14: CAI Zaragoza. Liga ACB. Entrenador Ayudante de José Luis Abós.
- 2015-16: Club Baloncesto El Olivar. Liga LEB Plata. Entrenador Ayudante.
- 2015-16: Jefes Fuerza Lagunera. LNBP. Entrenador Ayudante de Paco Olmos.
- 2016-17: Fuerza Regia de Monterrey. LNBP. Entrenador Ayudante de Paco Olmos.
- 2017-18: Aguacateros de Michoacán. LNBP. Entrenador Ayudante.
- 2018-19: Ángeles de Puebla. LNBP. Entrenador.
- 2019-20: Capitanes de la Ciudad de México. LNBP. Entrenador Ayudante de Ramón Díaz.
- 2022: Mineros de Zacatecas. LNBP. Entrenador.
- 2023: Soles de Mexicali. LNBP. Entrenador.
- 2024: Mineros de Zacatecas. LNBP. Entrenador.
- 2025: Pioneros de Delicias. LBE. Entrenador.